# TV Sucesso
TV Sucesso é uma emissora de televisão brasileira sediada em Jataí, cidade do estado de Goiás. Opera no canal 6 (39 UHF digital), e é afiliada à Band. Pertence à Rede Sucesso de Comunicação, do qual também faz parte a Sucesso FM, rede de rádio com abrangência nacional, e transmite a sua programação para o sul goiano.

## História
A emissora foi fundada em 31 de julho de 2009 como TV Planalto, porém ainda em fase de testes, apenas retransmitindo a programação da RedeTV!. Cerca de 90 dias depois, a emissora estreou sua programação local, e firma contrato de afiliação com a rede paulista. Em 2011, a emissora é vendida para o empresário Gilson Almeida, proprietário da Rede Sucesso FM, e passa a se chamar TV Elo.
Ainda em 2011, a emissora iniciou seu processo de expansão ao  instalar retransmissoras nas principais cidades do sul goiano. Este movimento foi realizado com o objetivo de ampliar o alcance de audiência da emissora e torná-la mais acessível ao público da região. No dia 8 de julho de 2012, a emissora passou por uma importante mudança, deixando de ser afiliada a RedeTV! e tornando-se afiliada à Rede Record, uma das maiores redes de televisão do país. Como parte dessa mudança, a emissora mudou seu nome para TV Sucesso e passou a retransmitir programas gerados pela Record Goiás, sediada em Goiânia, capital do estado de Goiás.
Em 19 de dezembro de 2023, o portal Mais Goiás anunciou que a emissora passaria a se tornar afiliada da Band, com a mudança acontecendo a partir de 4 de março de 2024, deixando de retransmitir a programação da Record após 12 anos. Tal decisão se deve após o Grupo Sucesso ter fechado um contrato de exclusividade com a emissora dos Saad para a retransmissão do canal paulista em todo o estado do Goiás, causando também o fim da afiliação da TV Goiânia com o canal. Para cobrir o espaço na capital goiana, a TV Sucesso anunciou a sua expansão pela Região Metropolitana, além da construção de uma sucursal.
A meia-noite do dia 4 de março de 2024, a emissora deixa de transmitir a Record, interrompendo a exibição do Câmera Record e ficando em tela preta durante alguns minutos, com o sinal sendo restabelecido durante o início do Canal Livre, marcando assim, a parceria com a Band. A emissora agora alcança uma audiência estimada em mais de 2,5 milhões de telespectadores em Goiânia e Região Metropolitana através do canal 17.1, que antes era ocupado por uma repetidora do Canal 21. A inauguração da nova sede em Goiânia ocorreu no dia 25, coincidindo com o lançamento do telejornal Band Cidade, sob a apresentação do jornalista Paulo Carneiro. Em 11 de março, a TV Sucesso anunciou a contratação de Téo José para conduzir a edição regional do programa Jogo Aberto, previamente veiculado pela Rede Bandeirantes, adaptado para o contexto específico da emissora. Téo José também assumirá a função de diretor de esportes. A estreia do programa foi agendada para o dia 25 de março.

## Sinal digital
| Canal virtual | Canal digital | Proporção de tela | Programação                                             |
| ------------- | ------------- | ----------------- | ------------------------------------------------------- |
| 6.1           | 39 UHF        | 1080i             | Programação principal da TV Sucesso / Rede Bandeirantes |

A emissora iniciou suas transmissões digitais em caráter experimental em 24 de novembro de 2015, inaugurando oficialmente seu sinal digital no dia seguinte, durante o Balanço Geral Jataí, com a presença do proprietário da emissora, Gilson Almeida.